# St Albans City FC
St Albans City FC is een Engelse voetbalclub uit St Albans, Hertfordshire.
De club werd in 1908 opgericht en promoveerde in 2006 van de Conference South naar de Conference National via play-offs. Na één seizoen werd de club terug naar de Conference South verwezen. In 2011 degradeerde de club naar de Southern League. Na drie seizoenen keerde de club terug.